# Lijst van voetbalinterlands Denemarken - Luxemburg
Deze lijst van voetbalinterlands is een overzicht van alle officiële voetbalwedstrijden tussen de nationale teams van Denemarken en Luxemburg. De landen speelden tot op heden elf keer tegen elkaar. De eerste ontmoeting, een kwalificatiewedstrijd voor het Europees kampioenschap voetbal 1964, werd gespeeld in Luxemburg op 4 december 1963. Het laatste duel, een vriendschappelijke wedstrijd, vond plaats op 15 oktober 2019 in Aalborg.

## Wedstrijden
| №  | Plaats     | Datum            | Competitie           | Wedstrijd              | Uitslag |
| -- | ---------- | ---------------- | -------------------- | ---------------------- | ------- |
| 1  | Luxemburg  | 4 december 1963  | EK 1964 kwalificatie | Luxemburg – Denemarken | 3 – 3   |
| 2  | Kopenhagen | 10 december 1963 | EK 1964 kwalificatie | Denemarken – Luxemburg | 2 – 2   |
| 3  | Amsterdam  | 18 december 1963 | EK 1964 kwalificatie | Denemarken – Luxemburg | 1 – 0   |
| 4  | Kopenhagen | 20 november 1968 | Vriendschappelijk    | Denemarken – Luxemburg | 5 – 1   |
| 5  | Kopenhagen | 19 november 1980 | WK 1982 kwalificatie | Denemarken – Luxemburg | 4 – 0   |
| 6  | Luxemburg  | 1 mei 1981       | WK 1982 kwalificatie | Luxemburg – Denemarken | 1 – 2   |
| 7  | Luxemburg  | 10 november 1982 | EK 1984 kwalificatie | Luxemburg – Denemarken | 1 – 2   |
| 8  | Kopenhagen | 12 oktober 1983  | EK 1984 kwalificatie | Denemarken – Luxemburg | 6 – 0   |
| 9  | Kopenhagen | 12 oktober 2002  | EK 2004 kwalificatie | Denemarken – Luxemburg | 2 – 0   |
| 10 | Luxemburg  | 11 juni 2003     | EK 2004 kwalificatie | Luxemburg – Denemarken | 0 – 2   |
| 11 | Aalborg    | 15 oktober 2019  | Vriendschappelijk    | Denemarken − Luxemburg | 4 − 0   |

## Samenvatting
| Competitie        | Totaal gespeeld | Winst Denemarken | Gelijk | Winst Luxemburg | Doelsaldo Denemarken – Luxemburg |
| ----------------- | --------------- | ---------------- | ------ | --------------- | -------------------------------- |
| WK-kwalificatie   | 2               | 2                | 0      | 0               | 6 − 1                            |
| EK-kwalificatie   | 7               | 5                | 2      | 0               | 18 − 6                           |
| Vriendschappelijk | 2               | 2                | 0      | 0               | 9 − 1                            |
| Totaal            | 11              | 9                | 2      | 0               | 33 − 8                           |

Wedstrijden bepaald door strafschoppen worden, in lijn met de FIFA, als een gelijkspel gerekend.

## Details

### Vijfde ontmoeting
| WK 1982 kwalificatie (Kopenhagen, Denemarken, 19 november 1980):                                                                                                   |              | |
| Denemarken | 4 – 0        | Luxemburg |
| Frank Arnesen 13' Frank Arnesen 41' (pen.) Preben Elkjær Larsen 57' Allan Simonsen 71'                                                                             | goals        | |
| Sepp Piontek | bondscoach   | Louis Pilot |
| Ole Kjær Ole Rasmussen Ivan Nielsen Per Røntved Jens Steffensen Frank Arnesen Jens Jørn Bertelsen Søren Lerby Allan Simonsen Lars Bastrup 82' Preben Elkjær Larsen | opstellingen | Jeannot Moes 80' Erny Dax Paul Philipp Hubert Meunier Marcel Bossi Jean-Paul Girres Gilbert Dresch Marcel Di Domenico 65' Jeannot Reiter Carlo Weis Robert Langers |
| Kenneth Brylle 82' | wissels      | 65' William Bianchini 46' Romain Michaux |
| - Debuut van Ivan Nielsen (Feyenoord) en Kenneth Brylle (Anderlecht) voor Denemarken.                                                                              |              | |

### Zesde ontmoeting
| WK 1982 kwalificatie (Luxemburg, Luxemburg, 1 mei 1981): |              | |
| Luxemburg | 1 – 2        | Denemarken |
| Alain Nurenberg 37' | goals        | 46' Preben Elkjær Larsen 62' Frank Arnesen |
| Louis Pilot | bondscoach   | Sepp Piontek |
| Jeannot Moes Hubert Meunier 88' Paul Philipp Erny Dax Nicholas Wagner Alain Nurenberg Jean-Paul Girres Marcel di Domenico Manou Scheitler 87' Robert Langers Carlo Weis | opstellingen | Ole Qvist Søren Busk Ole Rasmussen Per Røntved 60' Henrik Eigenbrod Frank Arnesen Morten Olsen Jens Jørn Bertelsen Søren Lerby John Eriksen Preben Elkjær Larsen |
| Guy Back 87' Romain Schreiner 88' | wissels      | 60' Allan Simonsen |

### Zevende ontmoeting
| EK 1984 kwalificatie (Luxemburg, Luxemburg, 10 november 1982): |              | |
| Luxemburg | 1 – 2        | Denemarken |
| Marcel di Domenico 54' | goals        | 29' (pen.) Søren Lerby 67' Klaus Berggreen |
| Louis Pilot | bondscoach   | Sepp Piontek |
| Jeannot Moes Jean-Paul Girres Hubert Meunier Johny Clemens Nicolas Rohmann Guy Hellers Carlo Weis Robert Langers Gilbert Dresch Jean Reiter 84' Marcel di Domenico 73' | opstellingen | Ole Qvist Ole Rasmussen Søren Busk Ivan Nielsen Per Røntved Søren Lerby 88' Jesper Olsen Morten Olsen John Lauridsen Lars Bastrup 46' Preben Elkjær Larsen |
| Manou Scheitler 73' Romain Schreiner 84' | wissels      | 46' Klaus Berggreen 88' Morten Donnerup |
| Robert Langers 38' | gele kaarten | 68' Søren Lerby |

### Achtste ontmoeting
| EK 1984 kwalificatie (Kopenhagen, Denemarken, 12 oktober 1983): |              | |
| Denemarken | 6 – 0        | Luxemburg |
| Michael Laudrup 17' Michael Laudrup 24' Preben Elkjær Larsen 37' Allan Simonsen 41' Preben Elkjær Larsen 58' Michael Laudrup 69'                                           | goals        | |
| Sepp Piontek | bondscoach   | Louis Pilot |
| Ole Kjaer Søren Busk Ivan Nielsen Morten Olsen Jens Jørn Bertelsen John Lauridsen Klaus Berggreen 83' Allan Simonsen Jesper Olsen Michael Laudrup Preben Elkjær Larsen 86' | opstellingen | Jean-Paul Defrang 46' Jean-Paul Girres Marcel Bossi Gilbert Dresch Nicholas Wagner Alain Nurenberg Guy Hellers Carlo Weis Jean-Pierre Barboni 64' Romain Schreiner Jeannot Reiter |
| Per Frimann 83' Flemming Christensen 86' | wissels      | 46' Romain Michaux 64' Théo Malget |
| - Debuut van Per Frimann (Anderlecht) voor Denemarken. |              | |

### Negende ontmoeting
| EK 2004 kwalificatie (Kopenhagen, Denemarken, 12 oktober 2002): |              | |
| Denemarken | 2 – 0        | Luxemburg |
| Jon Dahl Tomasson 52' (pen.) Ebbe Sand 72' | goals        | |
| Morten Olsen | bondscoach   | Allan Simonsen |
| Peter Skov-Jensen Kasper Bøgelund René Henriksen Christian Poulsen Niclas Jensen Claus Jensen 84' Thomas Gravesen Dennis Rommedahl 67' Jon Dahl Tomasson Martin Jørgensen 75' Ebbe Sand | opstellingen | Alija Bešić Ralph Ferron Frank Deville Eric Hoffmann Jeff Strasser 83' Sébastien Remy Claude Reiter 83' Luc Holtz Fons Leweck Manuel Cardoni 79' Gordon Braun |
| Jesper Grønkjær 67' Thomas Røll Larsen 75' Peter Løvenkrands 84' | wissels      | 79' Daniel Huss 83' Nico Funck 83' Sven Di Domenico |
| Thomas Gravesen 29' | gele kaarten | 27' Frank Deville 28' Claude Reiter 43' Ralph Ferron |

### Tiende ontmoeting
| EK 2004 kwalificatie (Luxemburg, Luxemburg, 11 juni 2003): |              | |
| Luxemburg | 0 – 2        | Denemarken |
| | goals        | 2' Claus Jensen 50' Thomas Gravesen |
| Allan Simonsen | bondscoach   | Morten Olsen |
| Alija Bešić Claude Reiter Manou Schauls Jeff Strasser Ben Federspiel Alphonse Leweck Sébastian Remy Grégory Molitor Manuel Cardoni Patrick Posing Gordon Braun 70' | opstellingen | Thomas Sørensen Kasper Bøgelund Martin Laursen René Henriksen Niclas Jensen 48' Morten Wieghorst Claus Jensen Thomas Gravesen 63' Jesper Grønkjær 73' Ebbe Sand Martin Jørgensen |
| Marcel Christophe 70' | wissels      | 48' Thomas Røll Larsen 63' Dennis Rommedahl 73' Morten Skoubo |
| Alphonse Leweck 43' | gele kaarten | 22' Claus Jensen 50' Thomas Gravesen |
| - Debuut van Morten Skoubo (Borussia Mönchengladbach) voor Denemarken.                                                                                             |              | |

DBU · A-internationals · Selecties · Bondscoaches · Deens vrouwenelftal · Olympisch elftal · Denemarken U21 · Denemarken U20 · Denemarken U19 · Denemarken U18 · Denemarken U17 · Denemarken U16 · Vrouwen U17
1908 – 1919 ·
1920 – 1929 ·
1930 – 1939 ·
1940 – 1949 ·
1950 – 1959 ·
1960 – 1969 ·
1970 – 1979 ·
1980 – 1989 ·
1990 – 1999 ·
2000 – 2009 ·
2010 – 2019 ·
2020 − 2029
EK's: 1964 · 
1984 · 
1988 · 
1992 · 
1996 · 
2000 · 
2004 · 
2012 · 
2020 · 
2024
WK's: 1986 · 
1998 · 
2002 · 
2010 · 
2018 · 
2022
OS: 1908 · 
1912 · 
1920 · 
1948 · 
1952 · 
1960 · 
1972 · 
1992 · 
2016
1908 · 
1909 · 
1910 · 
1911 · 
1912 · 
1913 · 
1914 · 
1915 · 
1916 · 
1917 · 
1918 · 
1919 · 
1920 · 
1921 · 
1922 · 
1923 · 
1924 · 
1925 · 
1926 · 
1927 · 
1928 · 
1929 · 
1930 · 
1931 · 
1932 · 
1933 · 
1934 · 
1935 · 
1936 · 
1937 · 
1938 · 
1939 · 
1940 · 
1941 · 
1942 · 
1943 · 
1944 · 
1946 · 
1947 · 
1948 · 
1949 · 
1950 · 
1952 · 
1952 · 
1953 · 
1954 · 
1955 · 
1956 · 
1957 · 
1958 · 
1959 · 
1960 · 
1961 · 
1962 · 
1963 · 
1964 · 
1965 · 
1966 · 
1967 · 
1968 · 
1969 · 
1970 · 
1971 · 
1972 · 
1973 · 
1974 · 
1975 · 
1976 · 
1977 · 
1978 · 
1979 · 
1980 · 
1981 · 
1982 · 
1983 · 
1984 · 
1985 · 
1986 · 
1987 · 
1988 · 
1989 · 
1990 ·
1991 · 
1992 · 
1993 · 
1994 · 
1995 · 
1996 · 
1997 · 
1998 · 
1999 · 
2000 · 
2001 · 
2002 · 
2003 · 
2004 · 
2005 · 
2006 · 
2007 · 
2008 · 
2009 · 
2010 · 
2011 · 
2012 · 
2013 · 
2014 · 
2015 · 
2016 · 
2017 · 
2018 ·
2019 ·
2020 ·
2021 ·
2022 ·
2023
Albanië ·
Algerije ·
Argentinië ·
Armenië ·
Australië ·
België ·
Bermuda ·
Bosnië en Herzegovina · 
Brazilië ·
Bulgarije ·
Canada ·
Chili ·
Cyprus ·
DDR ·
Duitsland ·
Ecuador ·
Egypte ·
Engeland ·
Estland ·
Faeröer · 
Finland · 
Frankrijk ·
Gambia ·
Georgië ·
Ghana ·
Gibraltar ·
GOS ·
Griekenland ·
Honduras ·
Hongarije ·
Hongkong ·
Ierland ·
IJsland ·
Indonesië ·
Iran ·
Israël ·
Italië ·
Japan ·
Joegoslavië ·
Kameroen ·
Kazachstan ·
Kosovo · 
Kroatië · 
Letland ·
Liechtenstein ·
Litouwen ·
Luxemburg ·
Malta ·
Marokko ·
Mexico ·
Moldavië · 
Montenegro · 
Nederland ·
Nederlandse Antillen ·
Nigeria ·
Noord-Ierland ·
Noord-Macedonië ·
Noorwegen ·
Oekraïne ·
Oostenrijk ·
Panama ·
Paraguay ·
Peru ·
Polen ·
Portugal ·
Roemenië ·
Rusland ·
San Marino ·
Saoedi-Arabië ·
Schotland ·
Senegal ·
Servië ·
Singapore ·
Slovenië ·
Slowakije ·
Sovjet-Unie ·
Spanje ·
Suriname ·
Thailand ·
Togo · 
Tsjechië ·
Tsjecho-Slowakije ·
Tunesië · 
Turkije · 
Uruguay ·
Verenigde Arabische Emiraten ·
Verenigde Staten ·
Wales ·
Wit-Rusland ·
Zuid-Afrika ·
Zuid-Korea ·
Zweden ·
Zwitserland
Argentinië (1995) · 
Australië (2018) ·
Australië (2022) · 
België (2021) · 
Duitsland (1992) · 
Duitsland (2012) · 
Engeland (2021) · 
Finland (2021) · 
Frankrijk (2002) · 
Frankrijk (2018) · 
Japan (2010) · 
Kameroen (2010) · 
Kroatië (2018) · 
Nederland (2010) · 
Nederland (2012) · 
Peru (2018) · 
Portugal (2012) · 
Rusland (2021) · 
Senegal (2002) · 
Tsjechië (2021) · 
Uruguay (2002) · 
Wales (2021)
FLF · A-internationals · Bondscoaches · Statistieken · Luxemburgs vrouwenelftal · Luxemburg U21 · Luxemburg U19 · Luxemburg U18 · Luxemburg U17 · Luxemburg U16
1911 – 1919 ·
1920 – 1929 ·
1930 – 1939 ·
1940 – 1949 ·
1950 – 1959 ·
1960 – 1969 ·
1970 – 1979 ·
1980 – 1989 ·
1990 – 1999 ·
2000 – 2009 ·
2010 – 2019 ·
2020 − 2029
OS 1920 · 
OS 1924 · 
OS 1928 · 
OS 1936 · 
OS 1948 · 
OS 1952
1911 · 
1912 · 
1913 · 
1914 · 
1915 · 1916 · 1917 · 1918 · 1919 · 
1920 · 
1921 · 1922 · 1923 · 
1924 · 
1925 · 1926 · 
1927 · 
1928 · 
1929 · 1930 · 1931 · 1932 · 1933 · 
1934 · 
1935 · 
1936 · 
1937 · 
1938 · 
1939 · 
1940 · 
1941 · 1942 · 1943 · 1944 · 
1945 · 
1946 · 
1947 · 
1948 · 
1949 · 
1950 · 
1952 · 
1952 · 
1953 · 
1954 · 
1955 · 
1956 · 
1957 · 
1958 · 
1959 · 
1960 · 
1961 · 
1962 · 
1963 · 
1964 · 
1965 · 
1966 · 
1967 · 
1968 · 
1969 · 
1970 · 
1971 · 
1972 · 
1973 · 
1974 · 
1975 · 
1976 · 
1977 · 
1978 · 
1979 · 
1980 · 
1981 · 
1982 · 
1983 · 
1984 · 
1985 · 
1986 · 
1987 · 
1988 · 
1989 · 
1990 · 
1991 · 
1992 · 
1993 · 
1994 · 
1995 · 
1996 · 
1997 · 
1998 · 
1999 · 
2000 · 
2001 · 
2002 · 
2003 · 
2004 · 
2005 · 
2006 · 
2007 · 
2008 · 
2009 · 
2010 · 
2011 · 
2012 · 
2013 · 
2014 · 
2015 ·
2016 ·
2017 ·
2018 ·
2019 ·
2020 ·
2021
Afghanistan ·
Albanië ·
Algerije ·
Armenië ·
Azerbeidzjan ·
België ·
Bosnië en Herzegovina ·
Brazilië ·
Bulgarije ·
Canada ·
Cyprus ·
DDR ·
Denemarken ·
(West-)Duitsland ·
Egypte ·
Engeland ·
Estland ·
Faeröer ·
Finland ·
Frankrijk ·
Gambia ·
Georgië ·
Griekenland ·
Hongarije ·
Ierland ·
IJsland ·
Israël ·
Italië ·
Japan ·
Joegoslavië ·
Kaapverdië ·
Kameroen ·
Kazachstan ·
Letland ·
Liechtenstein ·
Litouwen ·
Madagaskar ·
Malta ·
Marokko ·
Mexico ·
Moldavië ·
Montenegro ·
Myanmar ·
Nederland ·
Nigeria ·
Noord-Ierland ·
Noord-Macedonië ·
Noorwegen ·
Oekraïne ·
Oostenrijk ·
Polen ·
Portugal ·
Qatar ·
Roemenië ·
Rusland ·
San Marino ·
Saoedi-Arabië ·
Schotland ·
Senegal ·
Servië ·
Servië en Montenegro ·
Slovenië ·
Slowakije ·
Sovjet-Unie ·
Spanje ·
Thailand ·
Togo ·
Tsjechië ·
Tsjecho-Slowakije ·
Turkije ·
Uruguay ·
Verenigde Staten ·
Wales ·
Wit-Rusland ·
Zuid-Korea ·
Zweden ·
Zwitserland